# 내사랑 치유기
《내사랑 치유기》는 2018년 10월 14일부터 2019년 3월 3일까지 방송했던 MBC 주말 드라마로 MBC 주말 드라마는 해당 프로그램을 마지막으로 폐지됐다.

## 기획 의도
착한 딸이자 며느리이자 아내고 싶은 적이 한 번도 없었던 그러나 식구들에게 그 한 몸 알뜰히 희생 당한 국가 대표급 슈퍼 원더우먼의 명랑 쾌활 분투기!

## 방송 시간
| 방송 채널 | 방송 기간                           | 방송 시간                                 | 방송 분량                            |
| --------- | ----------------------------------- | ----------------------------------------- | ------------------------------------ |
| MBC TV    | 2018년 10월 14일 ~ 2018년 10월 28일 | 매주 일요일 오후 8시 45분 ~ 오후 11시 5분 | 2시간 20분 (회당 35분 4회 연속 방송) |
| MBC TV    | 2018년 11월 4일 ~ 2018년 12월 2일   | 매주 일요일 오후 9시 ~ 오후 11시          | 2시간 (회당 30분 4회 연속 방송)      |
| MBC TV    | 2018년 12월 9일 ~ 2019년 3월 3일    | 매주 일요일 오후 9시 5분 ~ 오후 11시 5분  | 2시간 (회당 30분 4회 연속 방송)      |

## 등장 인물

### 주요 인물
- 소유진 : 임치우(최치유)(38세) 역 (아역 홍제이) - 어릴 때 애칭 공주, 시동생 변호사 사무실 사무장 & 열혈 아르바이터
- 연정훈 : 최진유(허진유)(39세) 역 - 한수그룹 상무, 치우의 연인
- 윤종훈 : 박완승(35세) 역 - 치우의 전남편, 푸드트럭 운영

### 치우네
- 황영희 : 이삼숙(57세) 역 - 치우의 양엄마, 동네 미용실 운영
- 이도겸 : 임주철(34세) 역 - 치우의 의붓동생, 삼숙의 아들, 한수그룹 보안요원
- 권소현 : 임주아(32세) 역 - 치우의 의붓동생, 삼숙의 딸, 주철의 여동생, 미용실 보조
- 소준섭 : 송재영(28세) 역 - 미용실 보조 → 원장

### 진유네
- 반효정 : 정효실(82세) 역 - 한수그룹 명예회장, 치우의 외할머니
- 길용우 : 최재학(63세) 역 - 한수그룹 사장, 효실의 사위, 치우의 생부, 진유의 의붓아버지
- 정애리 : 허송주(61세) 역 (청년 시절 이규정) - 재학의 아내, 진유의 어머니
- 강다현 : 최이유(29세) 역 - 재학과 송주의 딸, 한수그룹 디자이너, 진유의 동생, 치우의 이복동생
- 황선희 : 고윤경(31세) 역 - 진유의 전처
- 박예나 : 최기쁨(허기쁨)(7세) 역 - 진유와 윤경의 딸

### 완승네
- 김창완 : 박부한(64세) 역 - 치우의 시아버지, 완승의 아버지
- 박준금 : 김이복(60세) 역 - 치우의 시어머니, 완승의 어머니
- 임강성 : 박전승(34세) 역 - 치우의 시동생, 완승의 동생, 변호사
- 소주연 : 양은주(24세) 역 - 전승의 아내, 치우의 아랫동서

### 한수그룹
- 장서원 : 천기동(39세) 역 - 전략기획 팀장, 진유의 친구
- 이두석 : 장인석 역 - 전략기획팀 대리
- 이유진 : 진선미 역 - 전략기획팀 막내
- 유지연 : 연지은 역 - 디자인실 실장
- 유용 : 신우혁 역 - 디자인실 대리
- 손민지 : 하민정 역 - 디자인실 직원
- 위양호 : 경비대장 역 - 보안대장

### 주변 인물
- 차광수 : 강대훈(53세) 역 - 前 국가대표 코치, 現 강대훈 태권도 관장
- 심진화 : 홍선희(38세) 역 - 치우의 친구, 커피 헤븐 사장
- 김소라 : 장미향(35세) 역 - 완승의 고등학교 동창
- 추시연 : 강혜수 역 - 대훈의 외동딸, 국가대표 태권도 선수

### 그 외 인물
- 김우혁 : 방지용 역 - 세무회계사 실장
- 장선율 : 호영 역
- 이아린 : 미용실 직원 역
- 권혁
- 김효경
- 서연우

### 특별출연
- 박준규 : 김 사장 역
- 지상렬 : 주유소 사장 역
- 안길강 : 고깃집 사장 역
- 에디킴 : 택시 기사 역
- 김미화 : 식당 아줌마 역
- 오의식
- 홍석천 : 사채업자 역
- 한민관 : 편의점 직원 역
- 윤택 : 윤택 역 - 미용실 원장
- 김준원 : 장미향 남편 역
- 마이클 리 : 블랙 버터플라이 회장 역
- 심은진 : 블랙 버터플라이 회장의 아내 역
- 조우리
- 장격수

## 시청률
최저 시청률과 최고 시청률은 시청률 조사회사와 지역별로 시청률에 차이가 있을 수 있습니다.
| 2018년 | 2018년    | 2018년         | 2018년         | 2018년       |
| 회차   | 방송일    | TNmS 시청률    | AGB 시청률     | AGB 시청률   |
| 회차   | 방송일    | 대한민국(전국) | 대한민국(전국) | 서울(수도권) |
| ------ | --------- | -------------- | -------------- | ------------ |
| 제1회  | 10월 14일 | 4.9%           | 3.9%           |              |
| 제2회  | 10월 14일 | 10.8%          | 9.8%           | 8.9%         |
| 제3회  | 10월 14일 | 8.9%           | 8.9%           | 8.2%         |
| 제4회  | 10월 14일 | 8.8%           | 9.1%           | 8.6%         |
| 제5회  | 10월 21일 |                | 4.6%           |              |
| 제6회  | 10월 21일 | 8.7%           | 9.1%           | 9.1%         |
| 제7회  | 10월 21일 | 8.2%           | 8.1%           | 7.6%         |
| 제8회  | 10월 21일 | 8.6%           | 8.3%           | 7.8%         |
| 제9회  | 10월 28일 | 5.1%           | 5.3%           |              |
| 제10회 | 10월 28일 | 9.9%           | 10.3%          | 9.8%         |
| 제11회 | 10월 28일 | 9.4%           | 9.6%           | 8.8%         |
| 제12회 | 10월 28일 | 9.5%           | 9.6%           | 9.0%         |
| 제13회 | 11월 4일  | 7.1%           | 8.2%           | 7.9%         |
| 제14회 | 11월 4일  | 9.0%           | 10.5%          | 10.0%        |
| 제15회 | 11월 4일  | 8.2%           | 10.0%          | 9.5%         |
| 제16회 | 11월 4일  | 8.7%           | 10.1%          | 9.7%         |
| 제17회 | 11월 11일 | 8.9%           | 8.7%           | 8.5%         |
| 제18회 | 11월 11일 | 9.7%           | 9.4%           | 8.9%         |
| 제19회 | 11월 11일 | 8.1%           | 8.9%           | 8.6%         |
| 제20회 | 11월 11일 | 8.5%           | 9.2%           | 8.9%         |
| 제21회 | 11월 18일 | 8.9%           | 8.6%           | 7.6%         |
| 제22회 | 11월 18일 | 11.3%          | 10.8%          | 9.8%         |
| 제23회 | 11월 18일 | 9.3%           | 9.4%           | 8.5%         |
| 제24회 | 11월 18일 | 9.5%           | 10.0%          | 9.1%         |
| 제25회 | 11월 25일 | 8.4%           | 7.4%           | 6.4%         |
| 제26회 | 11월 25일 | 10.8%          | 9.6%           | 8.2%         |
| 제27회 | 11월 25일 | 9.4%           | 8.4%           | 6.9%         |
| 제28회 | 11월 25일 | 9.9%           | 9.7%           | 8.6%         |
| 제29회 | 12월 2일  | 7.9%           | 7.7%           | 7.1%         |
| 제30회 | 12월 2일  | 11.2%          | 10.7%          | 9.7%         |
| 제31회 | 12월 2일  | 10.4%          | 10.2%          | 9.5%         |
| 제32회 | 12월 2일  | 10.8%          | 11.1%          | 10.4%        |
| 제33회 | 12월 9일  | 9.4%           | 8.9%           | 7.8%         |
| 제34회 | 12월 9일  | 11.7%          | 11.3%          | 10.0%        |
| 제35회 | 12월 9일  | 10.9%          | 10.3%          | 9.1%         |
| 제36회 | 12월 9일  | 11.2%          | 11.4%          | 10.7%        |
| 제37회 | 12월 16일 | 8.9%           | 9.2%           | 8.4%         |
| 제38회 | 12월 16일 | 11.3%          | 11.3%          | 10.1%        |
| 제39회 | 12월 16일 | 10.5%          | 11.1%          | 10.0%        |
| 제40회 | 12월 16일 | 11.0%          | 11.9%          | 11.0%        |
| 제41회 | 12월 23일 | 8.4%           | 10.0%          | 9.6%         |
| 제42회 | 12월 23일 | 10.6%          | 12.1%          | 11.6%        |
| 제43회 | 12월 23일 | 11.4%          | 12.4%          | 11.8%        |
| 제44회 | 12월 23일 | 12.6%          | 13.1%          | 12.0%        |
| 2019년 |           |                |                |              |
| 제45회 | 1월 6일   | 9.1%           | 9.3%           | 7.6%         |
| 제46회 | 1월 6일   | 11.1%          | 12.8%          | 10.4%        |
| 제47회 | 1월 6일   | 11.7%          | 13.1%          | 11.2%        |
| 제48회 | 1월 6일   | 11.9%          | 13.6%          | 11.8%        |
| 제49회 | 1월 13일  | 11.0%          | 11.7%          | 10.8%        |
| 제50회 | 1월 13일  | 13.7%          | 14.3%          | 13.1%        |
| 제51회 | 1월 13일  | 12.8%          | 14.0%          | 13.7%        |
| 제52회 | 1월 13일  | 13.5%          | 14.7%          | 14.0%        |
| 제53회 | 1월 20일  | 10.2%          | 10.2%          | 9.5%         |
| 제54회 | 1월 20일  | 12.8%          | 12.8%          | 11.7%        |
| 제55회 | 1월 20일  | 12.2%          | 12.6%          | 11.5%        |
| 제56회 | 1월 20일  | 13.1%          | 14.0%          | 12.8%        |
| 제57회 | 1월 27일  | 11.1%          | 10.3%          | 9.6%         |
| 제58회 | 1월 27일  | 14.5%          | 14.1%          | 12.8%        |
| 제59회 | 1월 27일  | 14.2%          | 14.1%          | 12.8%        |
| 제60회 | 1월 27일  | 15.1%          | 14.9%          | 13.7%        |
| 제61회 | 2월 3일   | 10.8%          | 10.8%          | 10.0%        |
| 제62회 | 2월 3일   | 13.7%          | 13.9%          | 12.8%        |
| 제63회 | 2월 3일   | 12.4%          | 13.7%          | 12.7%        |
| 제64회 | 2월 3일   | 13.5%          | 14.7%          | 13.8%        |
| 제65회 | 2월 10일  | 11.5%          | 11.6%          | 11.0%        |
| 제66회 | 2월 10일  | 13.9%          | 14.4%          | 13.5%        |
| 제67회 | 2월 10일  | 13.1%          | 14.7%          | 14.0%        |
| 제68회 | 2월 10일  | 14.0%          | 15.1%          | 14.3%        |
| 제69회 | 2월 17일  | 11.5%          | 11.9%          | 11.2%        |
| 제70회 | 2월 17일  | 14.9%          | 15.6%          | 14.5%        |
| 제71회 | 2월 17일  | 13.0%          | 15.2%          | 14.3%        |
| 제72회 | 2월 17일  | 14.1%          | 16.0%          | 15.3%        |
| 제73회 | 2월 24일  | 10.5%          | 10.2%          | 8.9%         |
| 제74회 | 2월 24일  | 14.8%          | 14.2%          | 12.2%        |
| 제75회 | 2월 24일  | 13.0%          | 13.6%          | 11.7%        |
| 제76회 | 2월 24일  | 13.6%          | 14.2%          | 12.3%        |
| 제77회 | 3월 3일   | 10.0%          | 9.8%           | 8.9%         |
| 제78회 | 3월 3일   | 13.9%          | 14.2%          | 13.2%        |
| 제79회 | 3월 3일   | 12.4%          | 12.8%          | 12.4%        |
| 제80회 | 3월 3일   | 13.7%          | 14.3%          | 14.1%        |

## 결방
- 2018년 12월 30일 : 《2018 MBC 연기대상》 편성으로 인해 결방

## 수상
- 2018년 MBC 연기대상 연속극 부문 여자 최우수 연기상 소유진
- 2018년 MBC 연기대상 연속극 부문 남자 최우수 연기상 연정훈
- 2018년 MBC 연기대상 연속극 부문 여자 우수 연기상 박준금

## 참고 사항
- 길용우가 일요일 오후 9시 10분에 방송된 OBS 《명불허전》MC를 맡아[3] 겹치기 출연했다.
- MBC 주말 드라마는 해당 프로그램을 마지막으로 폐지됐다.

## 동시간대 드라마
- KBS 2TV 주말 드라마 《하나뿐인 내편》

## 같이 보기
- 대한민국의 텔레비전 드라마 목록 (ㄴ)
- 2018년 대한민국의 텔레비전 드라마 목록